# Bonaparte, primo console (Ingres)
Bonaparte, primo console (Bonaparte, Premier consul) è un ritratto del 1804 di Jean-Auguste-Dominique Ingres che rappresenta Napoleone Bonaparte, allora primo console.
Il dipinto è esposto al museo de La Boverie di Liegi.

## La realizzazione dell'opera

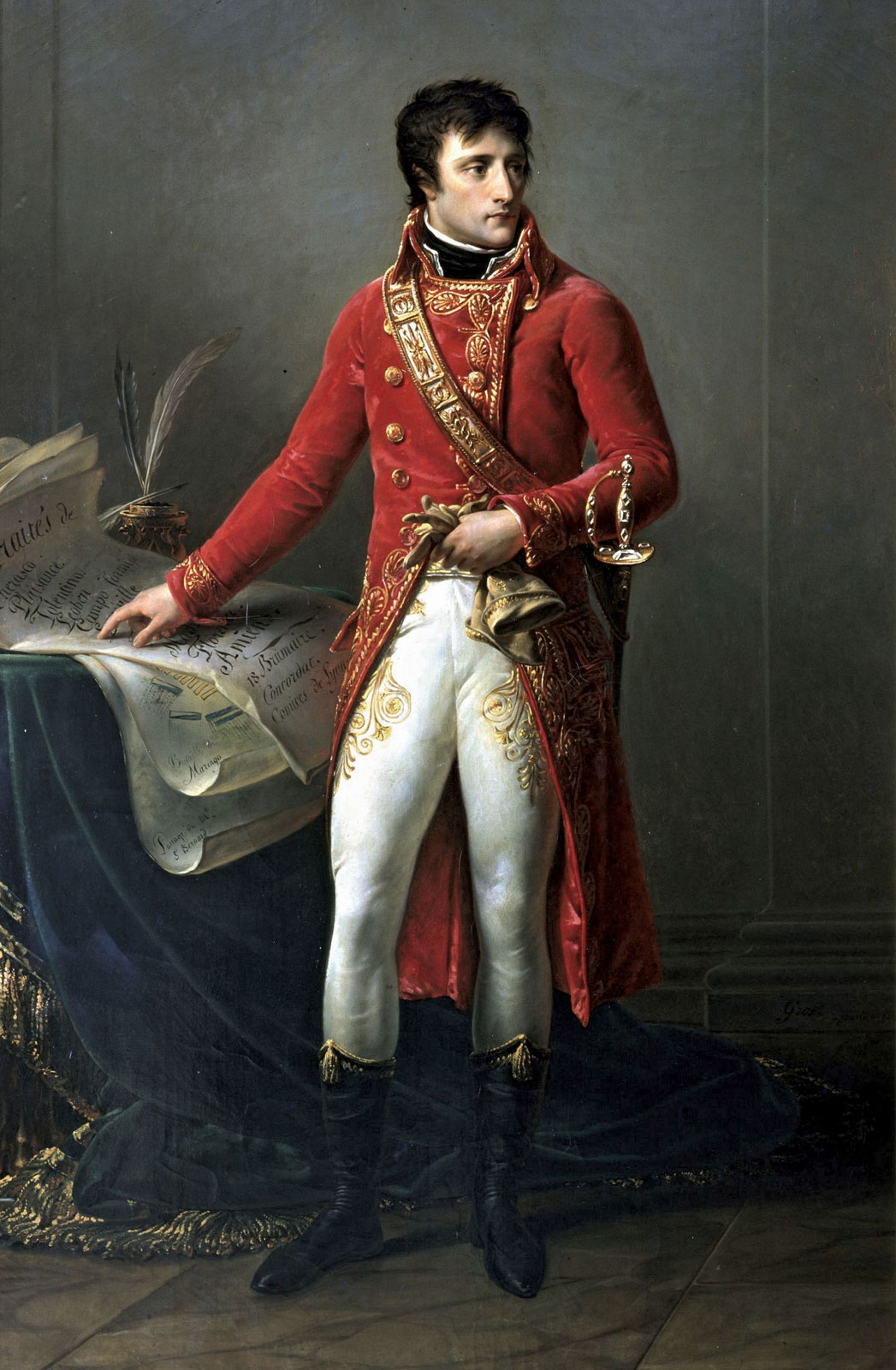
L'opera di Antoine-Jean Gros a cui si ispirò Ingres.

Ingres ricevette, a ventitré anni, la commissioni di un ritratto del primo console da parte dello stesso Napoleone Bonaparte, per destinarlo alla città di Liegi. Bonaparte non volle mai posare per l'artista e pertanto Ingres dovette ispirarsi per la postura al ritratto del 1802 del console realizzato da Antoine-Jean Gros.

## Descrizione
Napoleone viene rappresentato nel dipinto all'età di 34 anni mentre posa una mano su un atto dal titolo «Faubourg d’Amercœur rebâti» che è sul punto di firmare. Napoleone, a differenza dei ritratti da generale, non brandisce più una spada (che sta ora riposta nel suo fodero), né tiene più i capelli come all'epoca della Rivoluzione, né indossa l'uniforme blu come ai tempi del ponte d'Arcole; egli indossa invece il costume rosso dei consoli della repubblica, e i capelli corti, la mano sinistra sotto il vestito, il gesto di firmare la carta, danno nel complesso un senso di saggezza e maturità.
Sullo sfondo si trova un paesaggio realistico nel quale si può distinguere la cattedrale di San Lamberto di Liegi che, a seguito della Rivoluzione del Brabante ed al momento in cui Ingres dipinse questo quadro, era in fase di demolizione.

## Interpretazione
Napoleone è rappresentato in posizione dominante, con una posa caratteristica di quelle a lui attribuite. Viene rappresentato con la tenuta da primo console, color porpora ricamato in oro, colori che rafforzano l'importanza del suo ruolo. È rappresentato nella città di Liegi, ma punta il dito su un atto denominato «Faubourg d'Amercœur rebâti», che esplica chiaramente il suo ruolo nella gestione di quei territori e quindi ecco la spiegazione allegorica: il primo console continua ad occuparsi di tutte le parti del suo paese in tutti i contesti. Il dipinto è una forma di propaganda da parte di Ingres.

## Contesto
Il 1 agosto 1803, il primo console si fermò due giorni a Liegi compiendo una marcia trionfale nei nuovi dipartimenti da poco uniti alla Francia. Dalla terrazza di un hôtel particulier di Mont-Saint-Martin, Bonaparte contemplò la città, criticando la chiesa di Saint-Jean-en-l’Isle, dalla quale prese le nuove campane per la cattedrale di Saint-Paul che ne era stata privata, approvando invece il fort de la Chartreuse.
Una folla particolarmente numerosa venne ad acclamare quindi Bonaparte.
Il capo di stato si portò nel quartiere di Amercœur, devastato dai bombardamenti austriaci che colpirono la città nel 1794. Profondamente colpito dalla miseria degli abitanti del quartiere, il primo console mise a disposizione 300.000 franchi da affidare al prefetto de l'Ourthe, il barone Micoud d'Umons, per accelerare la ricostruzione del borgo.
La sera stessa, scrisse al suo secondo console: «sono molto contento dello spirito degli abitanti di Liegi». 
Per mostrare la sua soddisfazione, il primo console annunciò la sua intenzione di offrire alla municipalità di Liegi un suo ritratto, opera del maestro Ingres, che venne recapitata al municipio di Liegi l'anno successivo.

## Portata politica dell'opera

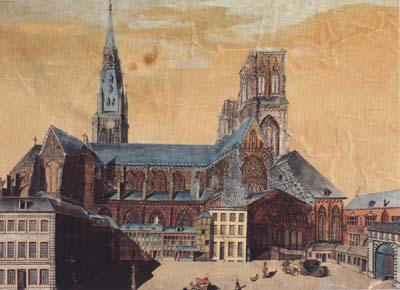
La cattedrale di Saint-Lambert di Liegi nel 1780.

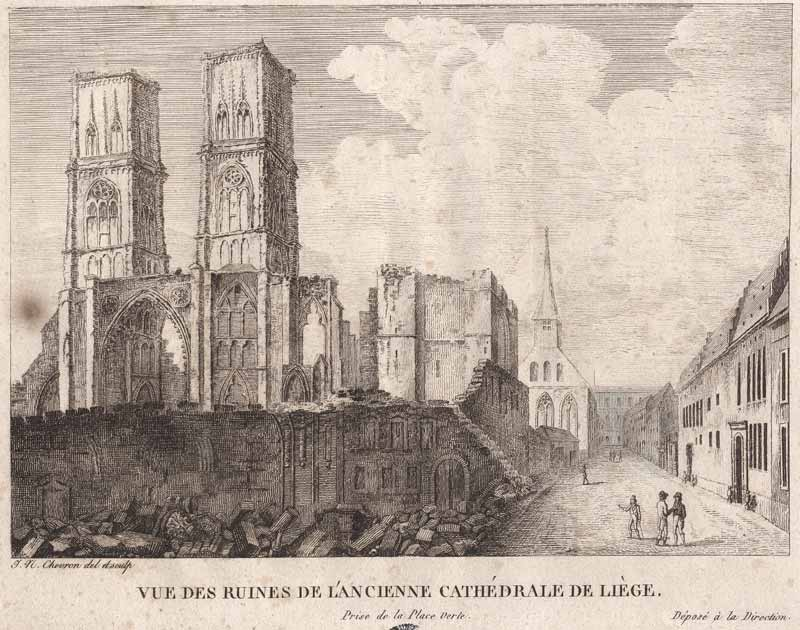
La cattedrale di Saint-Lambert di Liegi massa al sacco dai rivoluzionari della città.

Gli eccessi della Rivoluzione francese e quelli delle successive contro rivoluzioni necessitarono un periodo di riconciliazione tra la Francia e la Santa Sede.
La ricostruzione del quartiere di Amercœur fece riferimento proprio a un decreto siglato da Napoleone nel 1803 per la prefettura del dipartimento dell'Ourthe per restaurare questo sobborgo di Liegi, incendiato dai bombardamenti austriaci che colpirono la città dopo la battaglia di Sprimont di 1794. Questa operazione avrebbe fatto sì che anche gli abitanti di Liegi, nuova città integrata alla Francia, potessero vedere i benefici di sottostare al regime del consolato francese; il governo francese, simbolicamente, avrebbe così preso possesso della città.
La riproduzione fedele della cattedrale di Liegi, allora in rovina, simboleggia la restaurazione delle relazioni ufficiali e pacifiche, dopo il dramma creato dalla Costituzione civile del clero del 1790, tra la Francia e il papato; l'azione si poneva sulla medesima scia della proclamazione di "protezione" accordata dalla repubblica francese alla Chiesa cattolica col concordato del 1801.